# Scipione Chiaramonti
Scipione Chiaramonti (Cesena, 21 de junho de 1565 – Cesena, 3 de outubro de 1652) foi um astrônomo e filósofo italiano. Ele era um adversário de Tycho Brahe, Galileu Galilei e Johannes Kepler.

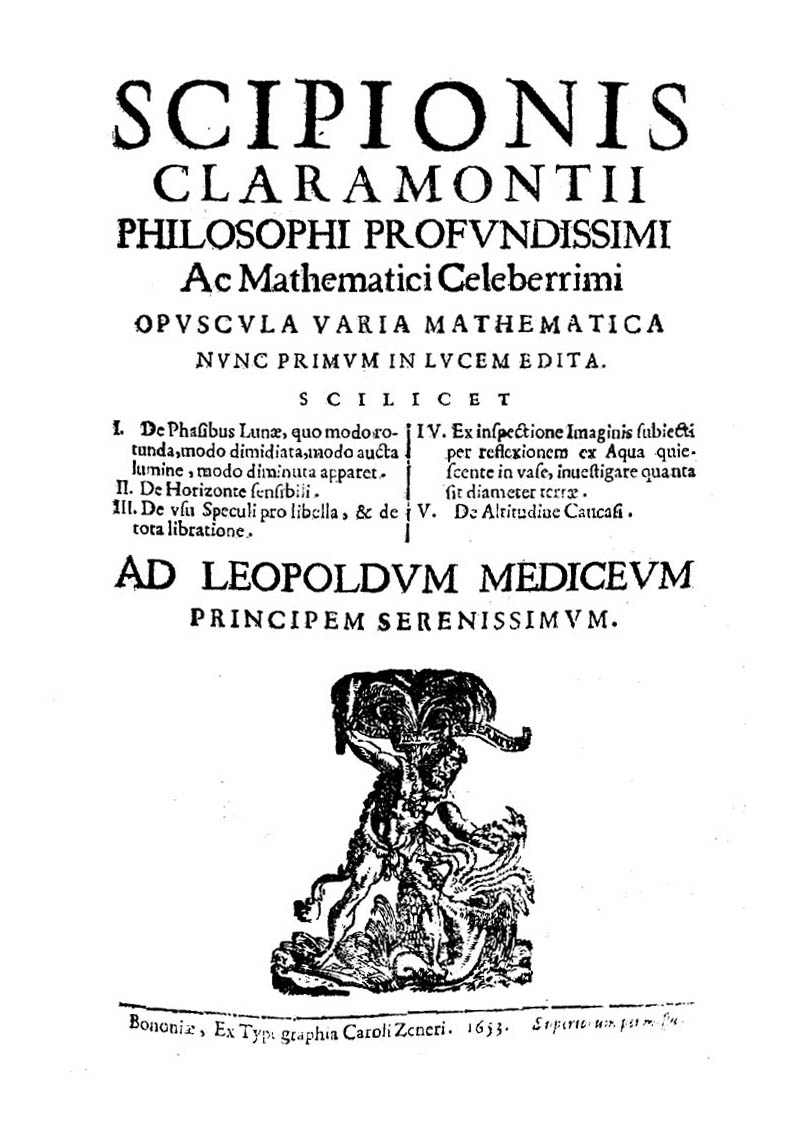
Opuscula varia mathematica, 1653

## Início da vida
A família Chiaramonti era nobre e rica, alegando ter se originado em Clermont e se mudado para a Itália no século XIV. O Papa Pio VII (1742–1823) era da mesma família. Filho de um médico, Scipione estudou na Universidade de Ferrara, hospedando-se primeiro na casa do Cardeal Alessandro d'Este e depois associando-se ao círculo do Cardeal Curzio Sangiorgi. Em 1588 casou-se com Virginia Abbati, com quem teve doze filhos (incluindo pelo menos sete meninos). Erudito de muitos interesses, com conhecimento sólido da filosofia natural medieval e humanística, Chiaramonti organizou um "Liceu" em sua casa, onde ensinava matemática, óptica e perspectiva. O teórico da arte Matteo Zaccolini estava entre seus discípulos. Em 1592 conheceu Galileu, que passava por Cesena a caminho de Pesaro, e que o descreveu como 'muito talentoso em matemática'; no mesmo ano graduou-se em filosofia.
Passou um breve período em Faenza, onde em 1598 escreveu um tratado sobre problemas matemáticos em artilharia; em 1601, foi contratado, com salário anual de 340 escudos, como "intérprete de filosofia natural para a academia de Perúgia" e também recebeu uma pensão anual de 400 ducados do Cardeal Alessandro d'Este. Era muito estimado pelo meio-irmão do Cardeal, Cesare d'Este, Duque de Módena, a quem serviu como matemático e conselheiro, e que tomou dois de seus filhos, Virginio e Niccolò, como seus pajens. Por um tempo também esteve a serviço do Cardeal Cinzio Passeri Aldobrandini. Entre 1610 e 1614 compôs um tratado sobre cenografia teatral.

## Oposição a Tycho Brahe
Em 1618 três cometas apareceram sobre a Europa, e Chiaramonti dedicou sua primeira obra impressa, Discorso della cometa pogonare dell'anno MDCXVIII, a Cesare d'Este. Assim entrou em uma polêmica científica sobre a natureza dos cometas que envolveu Orazio Grassi e Galileu; enquanto Galileu sustentava que eram muito provavelmente ilusões ópticas em vez de corpos celestes, Chiaramonti argumentava que os cometas eram feitos de 'substância elemental', exibiam paralaxe e eram definitivamente sublunares.
Assim como Galileu procurou interpretar o fenômeno dos cometas de forma que apoiasse o heliocentrismo copernicano, Chiaramonti explicou-o com a intenção de apoiar o modelo geocêntrico tradicional. Chiaramonti era um defensor tão determinado da astronomia clássica que rejeitou até mesmo o sistema ticônico, que já era comumente aceito entre os estudiosos jesuítas e outros astrônomos que não concordavam com as visões de Copérnico. O segundo e mais significativo empreendimento de Chiaramonti neste campo acadêmico veio com sua obra de 1621 Antitycho, que se opunha ao argumento de Tycho Brahe de que os cometas eram corpos celestes seguindo uma órbita acima da Lua. Neste trabalho, Chiaramonti enfrentou não apenas Tycho, mas também Grassi, dedicando 10 dos 65 capítulos da obra à refutação de seus argumentos sobre cometas. Quando Johannes Kepler recebeu uma cópia de Antitycho, respondeu com Escudeiro de Tycho.
Apesar da diferença fundamental de visões com Chiaramonti, Galileu manteve relações cordiais com ele neste período, referindo-se a ele positivamente em O Ensaiador como tendo provado conclusivamente a falsidade do modelo de universo de Tycho. As opiniões de Galileu podem ter se endurecido depois que Chiaramonti respondeu ao Escudeiro de Kepler em 1626 com sua Apologia pro Antitychone. Nesta ele reiterou o que Benedetto Castelli descreveu como opiniões "ridículas e impossíveis" sobre cometas e estrelas. Mario Guiducci desprezou-o como um "Peripatético frio e insípido" que precisava de "uma boa passagem a ferro".
Em contraste, a posição de Chiaramonti nos círculos eclesiásticos continuou a subir, e ele serviu como consultor do Santo Ofício em Cesena. Muitos eclesiásticos conservadores em Roma estavam convencidos de que haviam encontrado nele o campeão que superaria as inovações perigosas e restauraria as certezas tradicionais. Como Guiducci relatou a Galileu, alguns acreditavam que Chiaramonti seria capaz de resolver a questão do movimento da terra em favor de Ptolomeu. O poeta Pier Francesco Minozzi elogiou-o em verso como 'o Aristóteles de nossos tempos'.

## 'Inimigo dos Astrônomos'
Em 1627 Chiaramonti foi eleito para a cátedra de filosofia na Universidade de Pisa com salário anual de 700 ducados, onde permaneceu até 1636. Em 1629 candidatou-se à mais prestigiosa Universidade de Bolonha para ensinar matemática, mas sua nomeação foi bloqueada, com oposição particularmente forte de Cesare Marsili, amigo de Galileu, que o descreveu como "tal inimigo dos astrônomos" ("tanto nemico degli astronomi"). Em 1628 Chiaramonti publicou outro ataque tanto a Tycho quanto a Copérnico, De Tribus Novis Stellis. Este se ocupava de três 'novas estrelas' transitórias em 1572, 1600 e 1604. Seu propósito era refutar argumentos de que estas eram estrelas reais em vez de eventos sublunares.
A publicação do Diálogo sobre os Dois Máximos Sistemas do Mundo de Galileu em italiano em 1632 e depois em latim em 1635, desferiu um golpe sério na credibilidade científica de Chiaramonti. No diálogo, argumentos que ele havia usado no passado foram colocados na boca do personagem idiota de Galileu, Simplício, de tal forma que, como o próprio Chiaramonti comentou, apenas um "scempio" ("desgraça", "bagunça total") como Simplício poderia possivelmente acreditar neles. O personagem Salviati refuta firmemente estes pontos, descartando "Antitycho" como uma obra que mal merece atenção séria, e referindo-se à existência de manchas solares, que não apenas escurecem a superfície do Sol, mas lançam uma sombra sobre toda a filosofia peripatética. Chiaramonti é explicitamente nomeado no "Diálogo", e Salviati diz que como ele não está presente para responder suas perguntas, convida Simplício a responder em seu lugar. Simplício o faz, citando literalmente de De Tribus Novis Stellis de Chiaramonti.
Chiaramonti respondeu a Galileu quase imediatamente com um diálogo próprio, a Difesa di Scipione Chiaramonti da Cesena al suo Antiticone (1633). Nesta ele argumentou uma posição que "não é bem apresentada [isto é, por Salviati a Simplício].... nem é respondida por ele". Chiaramonti reescreveu toda esta seção do Diálogo de Galileu, desafiando a lógica de Galileu e inserindo respostas na conversa Salviati-Simplício para indicar o que ele teria dito no lugar das respostas fracas de Simplício. Os partidários de Galileu foram mordazes sobre este livro, mas Galileu foi incapaz de responder a ele publicamente. Em outubro de 1632 ele havia sido convocado a Roma para interrogatório pela Inquisição após a publicação de seu "Diálogo" e em abril de 1633 seu julgamento começou. Um de seus juízes era o Cardeal Francesco Barberini, sobrinho do Papa e Grande Inquisidor, a quem Chiaramonti havia dedicado sua Difesa. Em carta a Élie Diodati de 25 de julho de 1634, Galileu reclamou que na Difesa, Chiaramonti havia se permitido escrever coisas 'exageradas' e 'imprudentes' que, fora das circunstâncias presentes, poderiam facilmente ter sido refutadas.

## Disputas posteriores
Em 1635 Chiaramonti publicou uma obra de filosofia política, Della Ragion di Stato, que examinou longamente diferentes definições possíveis dos termos 'razão' e 'estado' e considerou os dilemas da arte de governar e da moralidade. No ano seguinte deixou sua posição em Pisa, foi malsucedido em solicitar uma cátedra na Universidade de Pádua (que queria garantir sem competição e com salário de mais de 600 sequins), e aposentou-se em Cesena. Aqui dedicou muito de seu tempo a uma história de 887 páginas de sua cidade natal, Caesenae historia, que foi publicada em 1641.

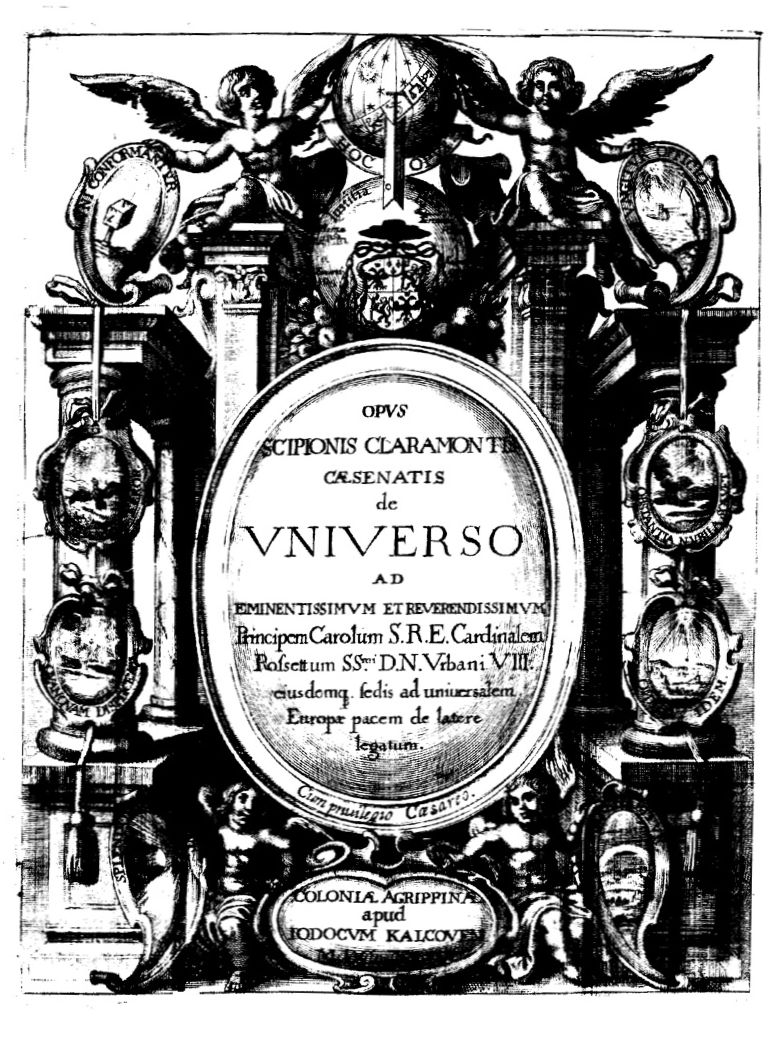
De universo, 1644

O restante de sua atenção retornou ao território das disputas acadêmicas; Giovanni Camillo Glorioso havia criticado seu De Tribus e em 1636 Chiaramonti publicou uma refutação, Examen censurae Gloriosi, à qual Glorioso respondeu no ano seguinte com Castigatio examinis. A isto Chiaramonti respondeu por sua vez com Castigatio Ioannis Camilli Gloriosi aduersus Scipionem Claramontium Caesenatem (1638). A contribuição final de Glorioso para esta disputa foi sua Responsio (1641). Como ele morreu logo depois, isto permitiu a Chiaramonti a última palavra, que ele tomou com um volume de mais de 500 páginas, resumindo suas posições aristotélicas sobre uma ampla gama de tópicos, seu Opus Scipionis Claramontis Caesenatis de Universo (1644). Não menos acrimoniosa foi sua disputa com Fortunio Liceti, amigo de Galileu, fundada no mesmo desejo de defender Aristóteles contra qualquer observação ou experimento moderno. Esta polêmica foi aberta por Chiaramonti em 1636 e foi travada por troca de panfletos até 1648. Enquanto prosseguia com estes argumentos prolongados, Chiaramonti produziu vários tratados sistemáticos que reafirmavam o pensamento aristotélico clássico, e em 1643, no ano após a morte de Galileu, publicou um ataque às suas visões em Antiphilolaus.

## Vida posterior
A esposa de Chiaramonti morreu em 1644; há relato de que aos oitenta anos ele se casou novamente com uma esposa muito mais jovem, mas o consenso é que logo após ficar viúvo, juntou-se à ordem capuchinha à qual quatro de seus filhos já pertenciam, e ergueu a suas próprias custas uma igreja dedicada a São Filipe e Santa Cecília. Morreu em Cesena em 3 de outubro de 1652.

## Obras
- Discorso della cometa pogonare dell'anno MDCXVIII (em italiano). Veneza: Pietro Farri. 1619
- De tribus novis stellis quae annis 1572, 1600, 1604 comparuere (em latim). Cesena: Giuseppe Neri. 1628
- Difesa di Scipione Chiaramonti da Cesena al suo Antiticone, e Libro delle tre nuove Stelle (em italiano). Florença: Landini. 1633
- De universo (em latim). Köln: Jost Kalckhoven. 1644
- De sede cometarum et novorum phaenomenorum (em latim). Forlì: Cimatti. 1648
- Opuscula varia mathematica (em latim). Bolonha: Caroli Zeneri. 1653
- In Aristotelem de iride, de corona, de pareliis, et virgis commentaria (em latim). Veneza: Scipione Banca. 1668
- In quartum metheorum commentaria (em latim). Veneza: Scipione Banca. 1668